# Лагуна дел Диаманте
Лагуна дел Диаманте (на испански: Laguna del Diamante) е езеро в западна Аржентина, в провинция Мендоса. В подножието на вулкана Майпо.
Езерото се намира на височина 3300 m н.м.р. Средна дълбочина e 38,6 m а максимална 70 m. Площ е 14,1 km².
Река Рио Диаманте, която изтича от езерото, до пристигането на Испанците е естествена граница между двете групи на коренното: Хуарпе, на север, и Чикуилланез, на юг.